# Gilbert Amy
Gilbert Amy, född 29 augusti 1936, är en fransk kompositör och dirigent.
Amy studerade bland annat för Olivier Messiaen och Darius Milhaud, men fick sina första avgörande impulser från Pierre Boulez, som introducerade serialismen för honom. 1967 efterträdde han Boulez som ledare för Domaine Musical-konserterna. Amy har skrivit seriell musik med polyfon klarhet för skiftande ensembletyper. Ett lyriskt-romantiskt drag har framträtt efter hand. Bland Amys verk märks Strophe (1964-66), Trajectoires (1967-69) samt Chant för orkester (1969). Till text av Arthur Rimbaud skrev Amy Une Saison en Enfer för piano, slagverk, sång och ljudband (1980).